# Zastave Združenih držav Amerike
Zastave ameriških zveznih držav, teritorijev in okrožja Kolumbija (Washington, D.C.) kažejo različne regionalne vplive in lokalno zgodovino ter različne sloge in oblikovna načela. Sodobne zastave ameriških zveznih držav izvirajo iz preloma 20. stoletja, ko so države razmišljale o značilnih simbolih za Svetovno kolumbijsko razstavo leta 1893 v Čikagu (Illinois). Večina zastav ameriških zveznih držav je bila oblikovana in sprejeta med letom 1893 in prvo svetovno vojno.
Najnovejša zastava zvezne države Misisipi je bila sprejeta 11. januarja 2021, medtem ko je bila nazadnje sprejeta zastava Severnih Marijanskih otokov, ki je bila sprejeta 1. julija 1985. Zastava okrožja Kolumbija je bila sprejeta leta 1938. Nedavna zakonodaja v Utahu (2018-21) in Massachusettsu (2021) je začela postopek preoblikovanja zastav teh zveznih držav.
Kljub različnim oblikam ima večina zastav držav enak vzorec oblikovanja, ki ga sestavlja državni pečat na enobarvnem ozadju, običajno v modrem odtenku, kar je še vedno vir kritik veksilologov. Po raziskavi, ki jo je leta 2001 izvedlo Severnoameriško veksilološko združenje, ima Nova Mehika najbolje oblikovano zastavo med vsemi ameriškimi zveznimi državami, ameriškimi ozemlji ali kanadskimi provincami, medtem ko je bila državna zastava Georgie ocenjena kot najslabša.

## Current state flags
Navedeni po abecednem vrstnem redu z datumom posvojitve.
Predloga:Gallery items

## Trenutna zastava zveznega okrožja
Ta je trenutna zastava Okrožja Kolumbija.
- Zastava Okrožja Kolumbija
 (zvezno okrožje)
(15. oktober 1938)

## Trenutne zastave ozemelj
To so trenutne uradne zastave petih stalno naseljenih ozemelj Združenih držav Amerike. Datumi v oklepajih označujejo, kdaj je zadevni politični organ sprejel trenutno zastavo ozemlja.
- Zastava Ameriške Samoe
(17. april 1960)
- Zastava Gvama
(9. februar 1948)
- Zastava Severnih Marijanskih otokov
(julij 1985)
- Zastava Portorika
(1952)
- Zastava Deviških otokov Združenih držav
(17. maj 1921)

## Trenutni državni prapori
Maine in Massachusetts imata prapora za uporabo na morju.
- Merchant and Marine Flag of Maine 
(1939)
- Naval and Maritime Flag of Massachusetts 
(1971)

## Spominske zastave zveznih držav
In 2021, Utah commemorated its 125th year anniversary as a state with a special flag, coinciding with the formation of a task force to redesign the state flag.
Predloga:Gallery items

## Zgodovinske zastave zveznih držav in ozemelj

### Nekdanje zastave zveznih držav
- Zastava Arkansasa
(February 26, 1913–1923)
- Flag of Arkansas
(1923–1924)
- Flag of Arkansas
(1924–2011)
- Zastava Kalifornije
(1909 – February 3, 1911)
- Flag of California
(February 3, 1911 – 1912)
- Flag of California
(1912 – 1924)
- Flag of California
(1924 – 1953)
- Zastava Kolorada
(1876 – 1907)
- Flag of Colorado
(1907 – December 4, 1911)
- Flag of Colorado
(December 4, 1911 – March 31, 1964)
- Zastava Floride
(September 1868 – November 1900)[3]
- Flag of Florida
(November 1900 – May 1985)[3]
- Variant flag of Georgia
(de facto, 1861–1865)
- Flag of Georgia
(1879–1902)
- Flag of Georgia
(1902–1906)
- Flag of Georgia
(1906–1920)
- Flag of Georgia
(1920–1956)
- Flag of Georgia
(1956–2001)
- Flag of Georgia
(2001–2003)
- Flag of Illinois
(1915–1969)
- Zastava Indiane
(1903–1917)[4]
- Zastava Kansasa
(1927 – September 24, 1961)
- Flag of Kentucky
(March 26, 1918–1963)
- Flag of Louisiana
(January 1861, unofficial)
- Flag of Louisiana
(February 1861–1912)[5]
- Flag of Louisiana
(1912 – May 7, 2006)
- Flag of Louisiana
(May 7, 2006 – November 22, 2010)
- Flag of Maryland
(pre-1904)
- Flag of Massachusetts
(April 29, 1776–March 18, 1908)[6]
- Flag of Massachusetts
(reverse, 1908–1971)
- Flag of Maine
(1901–1909)
- Flag of Minnesota
(January – February 28, 1893)
- Flag of Minnesota
(obverse, February 28, 1893 – August 1957)
- Flag of Minnesota
(reverse, February 28, 1893 – August 1957)
- Flag of Minnesota
(August 1957 – August 1983)
- Flag of Mississippi
(March 30, 1861 – August 22, 1865)
- Flag of Mississippi
(April 23, 1894 – 1996)
- Flag of Mississippi
(1996 – February 7, 2001)
- Flag of Mississippi
(2001 – June 30, 2020)
- Provisional Flag of Mississippi
(2020 – 2021)
- Flag of Montana
(1905 – July 1, 1981)
- Flag of Nebraska
(1917 – April 2, 1925)
- Flag of New Hampshire
(1909 – November 30, 1931)
- Flag of New Jersey
(1896 – 1965)[7]
- Flag of New Mexico
(January 1, 1915 - March 14, 1925, unofficial)[8][9]
- Flag of New York
(1778 – April 2, 1901)
- Flag of Nevada
(July 20, 1905–1915)
- Flag of Nevada
(1915–1929)
- Flag of Nevada
(1929 – July 25, 1991)
- Flag of North Carolina
(March 1885 – June 24, 1991)
- Flag of Oklahoma
(1911–1925)
- Flag of Oklahoma
(1925–1941)
- Flag of Oklahoma
(1941–1988)
- Flag of Oklahoma
(1988–2006)
- Flag of Oregon
(1900–1925)
- Flag of Pennsylvania
(1778–1909)
- Flag of Rhode Island
(1877–1882)
- Flag of Rhode Island
(1882–1897)
- Flag of South Carolina
(1775 – January 26, 1861)
- Flag of South Carolina
(January 26 – January 28, 1861)
- Flag of South Dakota
(1909–1963)
- Flag of South Dakota
(1963–1992)
- Flag of Tennessee
(1861, unofficial)
- Flag of Tennessee
(1897 – April 17, 1905)
- Flag of Texas
(1839 – 1879)
- Flag of Utah
(1850? – March 1903)
- Flag of Utah
(March 1903–1922)[a]
- Flag of Utah
(1922–February 16, 2011)[a]
- Flag of Vermont
(June 1, 1770 – June 13, 1804)
- Flag of Vermont
(June 14, 1804 – April 3, 1837)
- Flag of Vermont
(April 6, 1837 – April 16, 1923)
- Flag of Washington
(March 5, 1923–1967)
- Flag of West Virginia
(1905–1907)
- Flag of West Virginia
(1907–1929)
- Flag of Wisconsin
(1866–1913)
- Flag of Wisconsin
- Flag of New York (April 2, 1901 – 2020)

### Nekdanje zastave ozemelj
- Former Northern Mariana Islands flag (1970s)
- Former Northern Mariana Islands flag (1980s)
- Original flag of Puerto Rico (1895–1952)

### Ameriška državljanska vojna
- Flag of Alabama
(November 7, 1861 – November 12, 1865, obverse)[10]
- Flag of Alabama
(November 7, 1861 – November 12, 1865, reverse)[10]
- Flag of Florida
(September 27, 1861, unofficial)
- Flag of Mississippi
(March 30, 1861 – August 22, 1865)
- Flag of North Carolina
(March 16, 1861 – March 1, 1885)
- Flag of Virginia
(1861 – 1865)

### Pred teksaško revolucijo
- Flag of the Gutiérrez–Magee Expedition
- Flag of the Long Expedition (1819–1821)
- Flag of the Long Expedition (1821)
- Fredonian Rebellion Flag

### Teksaška revolucija
- Flag of the Republic of Texas (June 10, 1836 – June 29, 1839)
- Come and Take It flag
- Texas Lone Star and Stripes
- The Dodson Flag
- The Alamo Flag
- The Ensign of the First Texas Navy (1836–38)

### Republika Kalifornija
- California Lone Star Flag 1836
- Digital reproduction of Peter Storm's original 1846 Bear Flag
- Digital reproduction of Todd's Bear Flag

### Druga
- Bonnie Blue Flag

## Zastave ameriških staroselcev
Many Native American nations have tribal sovereignty, with jurisdiction over their members and reserved land. Although reservations are on state land, the laws of the state(s) do not necessarily apply. Below are the flags of some of the largest Indian tribes reservations by population and area:
- Flag of the Navajo Nation
- Flag of the Osage NationFlag of the Osage Nation
- Flag of the Puyallup Indian ReservationFlag of the Puyallup Indian Reservation
- flag of the Flathead Indian Reservation
- Flag of the Northern Arapaho of the Wind River Indian Reservation
- Flag of the Saginaw Chippewa Tribal Nation of the Isabella Indian ReservationFlag of the Saginaw Chippewa Tribal Nation of the Isabella Indian Reservation
- Flag of the Uintah and Ouray Indian ReservationFlag of the Uintah and Ouray Indian Reservation
- Flag of the Oneida Nation of WisconsinFlag of the Oneida Nation of Wisconsin
- Flag of the Pine Ridge Reservation
- Flag of the Nez PerceFlag of the Nez Perce
- Flag of the Tohono Oʼodham NationFlag of the Tohono Oʼodham Nation
- Flag of the Hopi NationFlag of the Hopi Nation
- Flag of the Blackfeet NationFlag of the Blackfeet Nation
- Flag of the Iroquois Confederacy

## Neuradne zastave atolov, grebenov in drugih otokov
Državna zastava ZDA je uradna zastava vseh otokov, atolov in grebenov, ki sestavljajo manjše oddaljene otoke Združenih držav. Vendar se včasih uporabljajo neuradne zastave, ki predstavljajo nekatera otoška območja na manjših obrobnih otokih ZDA:
- Johnstonov atolJohnstonov atol [12]
- Midwayski atol
- Otok Wake [13]

## Note
1. 1 2